# 浜野ホスピタル
浜野ホスピタル（はまのほすぴたる）とは、千葉県千葉市中央区にある精神科病院である。1966年1月13日設立。旧称石郷岡病院（いしごうおかびょういん）。

## 診療科
- 精神科
- 神経内科

## 沿革
- 1966年（昭和41年）1月13日 - 医療法人石郷岡病院として設立。60床（順次増床し1990年には227床）。
- 2010年（平成22年）1月10日 - 新病棟完成(180床)。
- 2024年（令和6年）2月13日 - 新外来棟完成。
- 2024年（令和6年）9月1日 - 医療法人 寛裕会 浜野ホスピタルに改称。

## 病棟
（この節の出典）
- 精神一般病棟 - 男性フロア、女性フロアに分けられた閉鎖病棟。
- 認知症治療病棟 - 認知機能障害の治療病棟。作業療法士による認知症作業療法を行っている。
- 精神療養病棟 - 比較的安定した患者が療養の為に過ごしている病棟。開放病棟となっており、近隣への散歩も可能。

## 不祥事

### 看護職員の暴行による死亡事故(2012年)
2012年1月、病院勤務の准看護師2名が当時33歳の男性患者に対し、顔を踏みつけたり、膝で男性患者の首を押さえつけたりするといった行為を行った。男性は暴行後に寝たきりとなり、2年後の2014年4月に肺炎で死亡した。2015年7月8日、2名は入院患者へ暴行を加えたとして傷害致死容疑で逮捕、その後起訴された。2017年3月、千葉地裁の裁判員裁判により、2名に無罪判決が下された。千葉地検はその後東京高裁に控訴した。2018年11月、東京高裁は准看護師1名を無罪、もう1名は「暴行罪にとどまり、かつ時効が成立している」として免訴とした。

## 交通アクセス
- JR東日本内房線「浜野駅」西口より徒歩3分[5]